# Вигоде, Гаспар де
Гаспар де Вигоде (также упоминаемый как Гаспар де Бигоде) (1747—1834) был испанским военным с французскими корнями, который был последним роялистским губернатором Монтевидео.

## Биография
Де Вигоде участвовал в Большой осаде Гибралтара в 1783 году и в Войне в Пиренеях в 1793 году, где был повышен до фельдмаршала. Во время Пиренейских войн он командовал дивизией в проигранных испанцами битвах при Альмонасиде и Оканье (1809).
К концу 1811 года он был назначен губернатором Монтевидео, чтобы остановить продвижение независимых повстанческих сил в районе Рио-де-ла-Плата. К октябрю 1812 года весь регион был под контролем повстанцев, за исключением самого города Монтевидео, который был осаждён войсками Хосе Рондо. 31 декабря Вигоде пытался прорвать осаду, но потерпел поражение в битве при Серрито.
Снабжаемый по морю, город держался до 17 мая 1814 года, когда благодаря морским победам адмирала Уильяма Брауна маршруты снабжения были перекрыты, и в городе наступил голод. К концу июня Вигоде был вынужден сдать Монтевидео генералу Карлосу Мария де Альвеару.
В последующие годы он оставался в Рио-де-Жанейро, где пытался отомстить Альвеару, который также был сослан в этот город из-за политических разногласий.
В 1820 году он вернулся в Испанию, где стал капитан-генералом Кастильи и членом Совета Регентства во время Либерального трёхлетия. Когда в 1823 году король Фердинанд VII вернул себе трон, де Вигоде отправился в изгнание во Францию, откуда он смог вернуться только в 1834 году после смерти короля. В том же году он умер.